# Vallabrègues
Vallabrègues este o comună în departamentul Gard din sudul Franței. În 2009 avea o populație de 1.318 de locuitori.

## Evoluția populației
| An        | 1975 | 1982 | 1990  | 1999  | 2006  | 2009  |
| --------- | ---- | ---- | ----- | ----- | ----- | ----- |
| Populație | 918  | 960  | 1.016 | 1.197 | 1.278 | 1.318 |